# رستي بيرس
رستي بيرس (بالإنجليزية: Rusty Pierce)‏ (24 يوليو 1979 في الولايات المتحدة - ) هو لاعب كرة قدم أمريكي في مركز الدفاع. لعب مع ريال سالت ليك وكولومبوس كرو ونيو إنجلاند ريفولوشن وWilmington Hammerheads FC ‏.

## وصلات خارجية
- رستي بيرس على موقع الاتحاد الدولي (مؤرشف)  (الإنجليزية)
- رستي بيرس على موقع الدوري الأمريكي (الإنجليزية)
- رستي بيرس على موقع قاعدة بيانات كرة القدم.إي يو (الإنجليزية)